# Literatura infantojuvenil

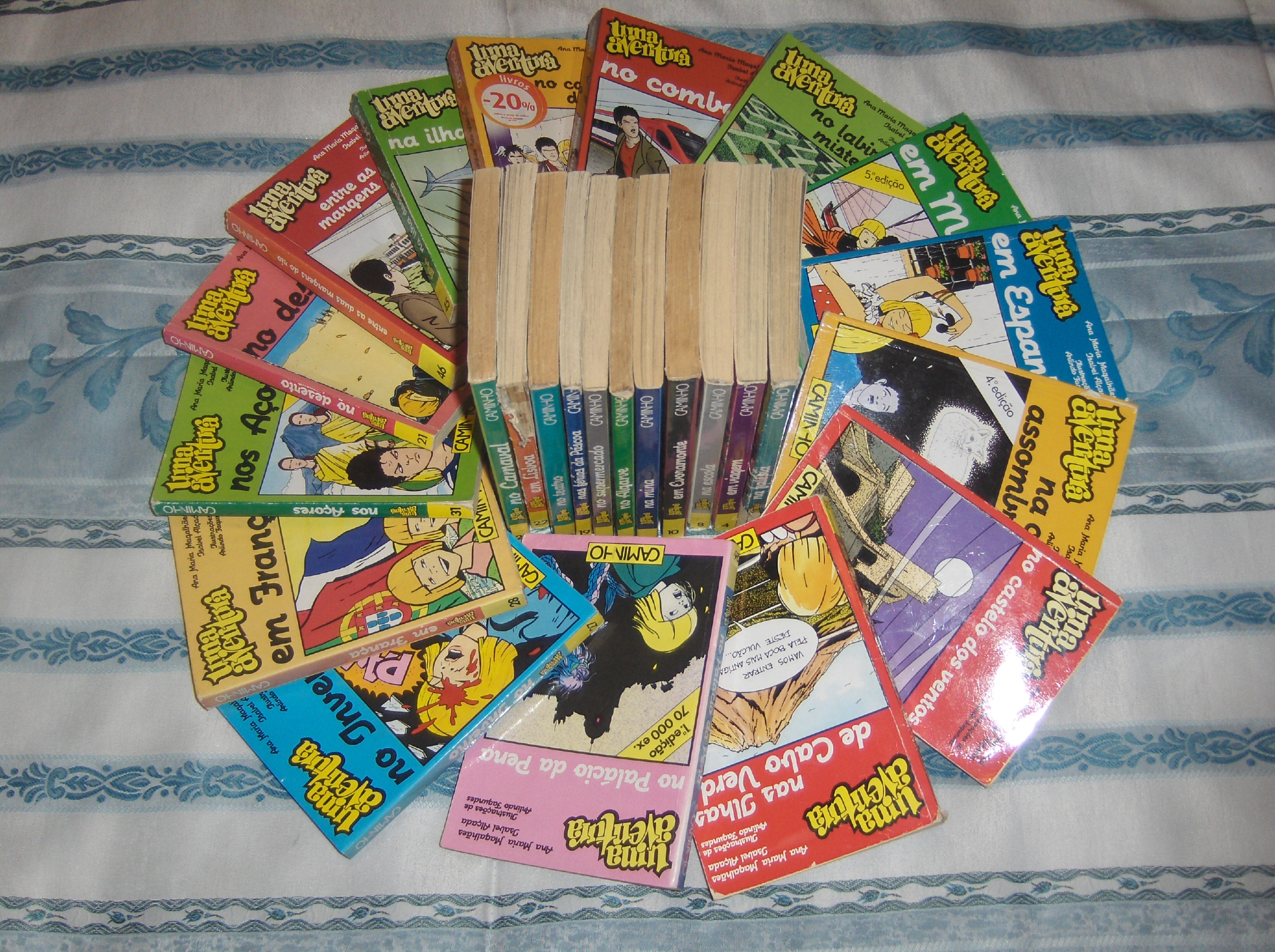
Exemplares da coleção Uma Aventura, uma das mais famosas coleções de livros infanto-juvenis em Portugal.

A literatura infantojuvenil é um ramo da literatura dedicado especialmente às crianças e jovens adolescentes. Nela, se incluem histórias fictícias infantis e juvenis, biografias, novelas, poemas, obras folclóricas e  culturais, ou simplesmente obras contendo/explicando fatos da vida real (ex: artes, ciências, matemática etc).
Naturalmente, o conteúdo dentro de uma obra infantojuvenil depende da idade do leitor; enquanto obras literárias destinadas a crianças de dois a quatro anos de idade são quase sempre constituídas de poucas palavras e são muito coloridas e/ou possuem muitas imagens e fotos, obras literárias destinadas ao jovem adolescente muitas vezes contêm apenas texto.
De toda forma, a literatura infantil é fundamental para que crianças travem contato com os livros desde cedo, acostumando-se com sua textura, seu formato, seu cheiro e seu universo de possibilidades.

## Definições

### Literatura infantil

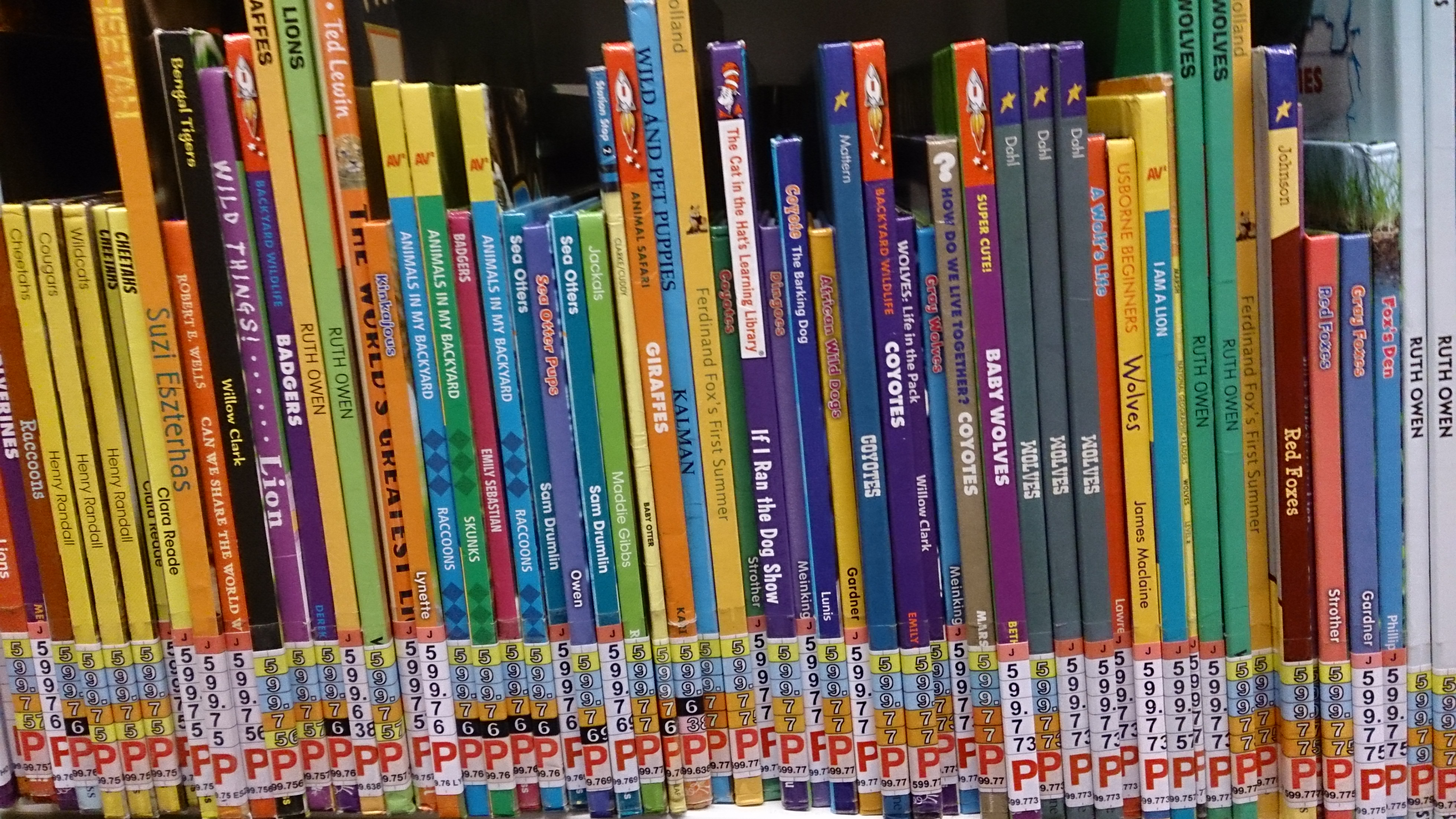
Livros infantis numa biblioteca.

A literatura infantil é destinada especialmente às crianças entre dois a onze anos de idade. O conteúdo de uma obra infantil precisa ser de fácil entendimento pela criança que a lê, seja por si mesma, ou com a ajuda de uma pessoa mais velha. Além disso, precisa ser interessante e, acima de tudo, estimular a criança. Os primeiros livros direcionados às crianças foram feitos por professores e pedagogos no final do século XVII, com o objetivo de passar valores e criar hábitos. Atualmente a literatura infantil não tem só este objetivo, também é usada para propiciar uma nova visão da realidade, diversão e lazer. Obras literárias destinadas às crianças com dois a quatro anos de idade possuem apenas grupos de palavras e/ou poucas e simples frases. Aqui, livros são coloridos e/ou possuem muitas imagens e/ou fotos, tanto porque criança está apenas começando a aprender a ler, bem como estimula a criança por mais livros/histórias. Livros dedicados a leitores entre quatro a seis anos apresentam maiores grupos de palavras organizados em um texto, sem abrir mão de estímulos visuais mencionados acima. Aqui podem ser incluídos algumas histórias em quadrinhos, como a Turma da Mônica, por exemplo. Já obras literárias feitas para crianças entre sete a dez anos começam a possuir cada vez menos cores e imagens, e apresentando textos cada vez maiores e fatos cada vez mais complicados e explicativos, uma vez que o jovem leitor, agora já em fase escolar, é estimulado a encontrar respostas por ele mesmo - o começo da racionalização.
Quase toda obra literária infantil possui algumas características em comum, embora exceções existam:
- ausência de temas adultos e/ou não apropriados a crianças. Isto inclui guerras, crimes hediondos e drogas, por exemplo;
- são relativamente curtos - não possuem mais do que 80 a 100 páginas;
- presença de estímulos visuais (cores, imagens, fotos, etc);
- escrito em uma linguagem simples, apresentando um fato ou uma história de maneira clara;
- são de caráter didático, ensinando ao jovem leitor regras da sociedade e/ou comportamentos sociais;
- possuem mais diálogos e diferentes acontecimentos, com poucas descrições;
- crianças são os principais personagens da história;
- em geral, possuem um final feliz.

Livros de poesia infantil, assim como os de prosa, permitem a riqueza de ilustrações, que torna a palavra um "brinquedo lúdico" e "companheiro para todas as horas".

### Literatura juvenil
A literatura juvenil é um ramo da literatura dedicada a leitores entre dez a quinze anos de idade. Fatos comuns a obras literárias juvenis em geral incluem:
- geralmente, apresentam temas de interesse ao jovem adolescente, muitas vezes controversos, como sexo, violência, drogas, relacionamentos amorosos, etc;
- personagens, especialmente protagonistas, da mesma faixa etária dos leitores;
- podem possuir imagens e fotos, mas não necessariamente; são basicamente constituídas de texto;
- obras literárias juvenis geralmente apresentam um número maior de páginas, podendo alcançar 200 a 300 páginas em vários casos.

Enquanto muitos jovens têm certo repúdio aos clássicos da literatura, alguns livros mais atuais, dedicados a adolescentes, se tornaram grandes best-sellers mundiais, como Harry Potter, Percy Jackson & os Olimpianos e Jogos Vorazes. O fenômeno, no entanto, pode ser visto como uma boa oportunidade de incentivar o gosto pela literatura nesta faixa etária.
O primeiro a publicar um livro infantil no Brasil foi o teuto-brasileiro Carlos Jansen, professor do Colégio Pedro II, no Rio de Janeiro, antes da Proclamação da República do Brasil, que traduziu e adaptou clássicos da literatura mundial para a juventude como As mil e uma noites, Dom Quixote e Robinson Crusoé.
No dia 2 de abril, é celebrado o Dia Internacional do Livro Infantil, em homenagem ao escritor dinamarquês Hans Christian Andersen.
No Brasil, 18 de abril é o Dia Nacional do Livro Infantil, homenagem ao escritor brasileiro Monteiro Lobato, nascido nesta data, em virtude das inúmeras obras criadas por ele.

## Funções da literatura infantil
De acordo com Rafael Guimarães Botelho (2013), a literatura infantil apresenta seis funções: didática, lúdica, literária, sociocultural, axiológica e terapêutica. Percebemos que mesmo a literatura não tendo como função precípua ensinar conteúdos, esta transmite de forma intrínseca valores e heranças culturais. Isto portanto demonstra a importância de ser inseridos em sala de aula os livros de literatura e também os kits de leitura afro-brasileira. Os kits de literatura afro-brasileira tem como objetivo apresentar para a criança negra e não negra a história , a cultura e a influencia dos negros no Brasil de forma positiva. Criando nas mesmas a noção de pertencimento e construindo uma imagem da qual o negro e a negra possam se orgulhar. Os livros que retratam crianças negras que leem, brincam, sonham e são felizes, em sua maioria, contribuem para a construção de  uma identidade forte.A literatura infantil veio para ajudar as crianças na construção da sua imaginação. Dessa forma o pequeno leitor  pode se identificar com histórias e personagens e dizer intimamente para si: eu posso estar lá, este lugar também me pertence. Segundo Heloísa Pires a literatura infanto-juvenil surgiu para auxiliar o educador;  sendo assim  ela adquire uma posição de  ferramenta de grande relevância  para o desenvolvimento da leitura dos alunos .Podendo o docente trabalhar através de personagens adaptados para a infância  conceitos, ideias e emoções, além de no caso dos livros literários afro-brasileiros fortalecer a construção da identidade da criança negra brasileira.
O professor como mediador  da formação de novos leitores, deve ter como objeto principal de seu interesse a pessoa em desenvolvimento, quando devidamente estimulado à leitura o aluno tem forte probabilidade  se tornar um bom leitor. O professor como agente propulsor desta construção,  vai levando a criança a desenvolver o gosto para diversos tipos de literatura que a ajudem a ampliar seu vocabulário, seu entendimento de mundo, conhecer fatos passados, compreender o presente. As escolhas dos livros literários infantis para serem trabalhados em sala de aula devem respeitar   contexto histórico e sócio cultural dos alunos para  que essa  primeira fase do desenvolvimento do ser leitor, seja ilustrada com  conteúdos visuais e verbais, que despertem na criança de forma lúdica o interesse em vivenciar no seu imaginário as transformações das ideias ao se deslocar para aquele espaço oferecido pela história. Por esse e outros motivos é que a contação exige um preparo da linguagem oral, corporal e visual, pois é necessário que o professor/contador de história motive a socialização das narrativas infantis, criando, ele próprio, vozes e entonações aos personagens, ao enredo, movimentando-se corporalmente, dando vida a narrativa.

## Uso pedagógico da literatura infantil na aprendizagem
Deve haver uma preocupação de como os professores introduzem a literatura infantil em sala de aula, de forma que deve contemplar as práticas sociais, transformando-as em aprendizagens significativas, que correspondam às necessidades dos alunos criadas nas relações estabelecidas intencionalmente em sala de aula.
Libâneo (2004) acredita que é possível afirmar, no que diz respeito à leitura, que o  professor deve se constituir como mediador no diálogo entre o texto e o aluno, já que seu papel não é ensiná-lo o deciframento de códigos como sinônimo de leitura mas o “ ensinar a leitura como  compreensão, formando nos alunos uma conduta ativa diante do escrito, de forma que eles lancem mão de estratégias que melhor conduzam sua leitura.(LIBÂNEO, 2004, p. 6) 

## Autores
No Brasil, o mais importante escritor infantil foi Monteiro Lobato. Escritor e editor brasileiro pré-modernista, considerado um dos maiores autores de histórias infantis, destacando-se nos gêneros conto e fábula. Dentre suas obras, destaca-se a série Sítio do Picapau Amarelo, obra composta por uma série de livros (23 volumes), escrita entre os anos de 1920 e 1947. Outro importante autor é Pedro Bandeira, autor com maior tiragem de todos os tempos na literatura infantojuvenil brasileira.
Na poesia infantil e infantojuvenil brasileiras, destacam-se autores como Cecília Meireles, Ruth Rocha, Vinícius de Morais, José Paulo Paes e Olavo Bilac.
Nas histórias em quadrinhos brasileiras, destacam-se Ziraldo, com a série O Menino Maluquinho, e Maurício de Sousa, com a Turma da Mônica.

## Prêmios
- Prêmio Hans Christian Andersen: o mais importante prêmio literário internacional da literatura infantojuvenil, considerado o "pequeno" Nobel de Literatura.[9]
- Prémio Alma (Memorial Astrid Lindgren): prêmio destinado a autores e promotores da literatura infantojuvenil.
- Prêmio Jabuti: Considerado o Oscar da literatura brasileira, esse prêmio criado em 1959 e organizado Câmara Brasileira do Livro (CBL), é o mais tradicional e renomado prêmio de literatura do país.
- Prêmio Literário Biblioteca Nacional: prêmio que acontece desde 1994 e contempla a categoria infanto-juvenil.
- Prêmio Selo Cátedra 10: criado em 2016 pela Cátedra UNESCO de Leitura PUC-RIO, figura como um dos prêmios mais importantes do país.
- Prêmio AEILIJ: Organizado pela Associação de Escritores e Ilustradores de Literatura Infantil e Juvenil, concede prêmios anualmente nas categorias de Melhor Livro de Literatura Infantil e Melhor Ilustração de Livro Infantil.
- Prêmio FNLIJ: realizado desde 1975 pela Fundação Nacional para o Livro Infantil e Juvenil, é uma tradicional premiação brasileira da literatura infantojuvenil.